# 146
146 рік — невисокосний рік, що почався в суботу за григоріанським календарем.
Римська імперія •  Парфянське царство •  Кушанське царство •  Східна Хань •  Сармати

## Геополітична ситуація
У Римській імперії править імператор Антонін Пій (до 161). Імперія  займає Апеннінський, Піренейський та Балканський півострови, Галлію, частину Британії, Близький Схід, Північну Африку включно з Єгиптом.
Наймогутніша держава центральної Азії — Парфянське царство. Наймогутніша держава Індостану — Кушанське царство. Династія Хань править у Китаї.  Корейський півострів ділять між собою Три корейські держави.
Триває докласичний період цивілізації мая.
На території майбутньої України, в степах Причорномор'я, кочують сармати, північніше — племена Черняхівської культури.

## Події

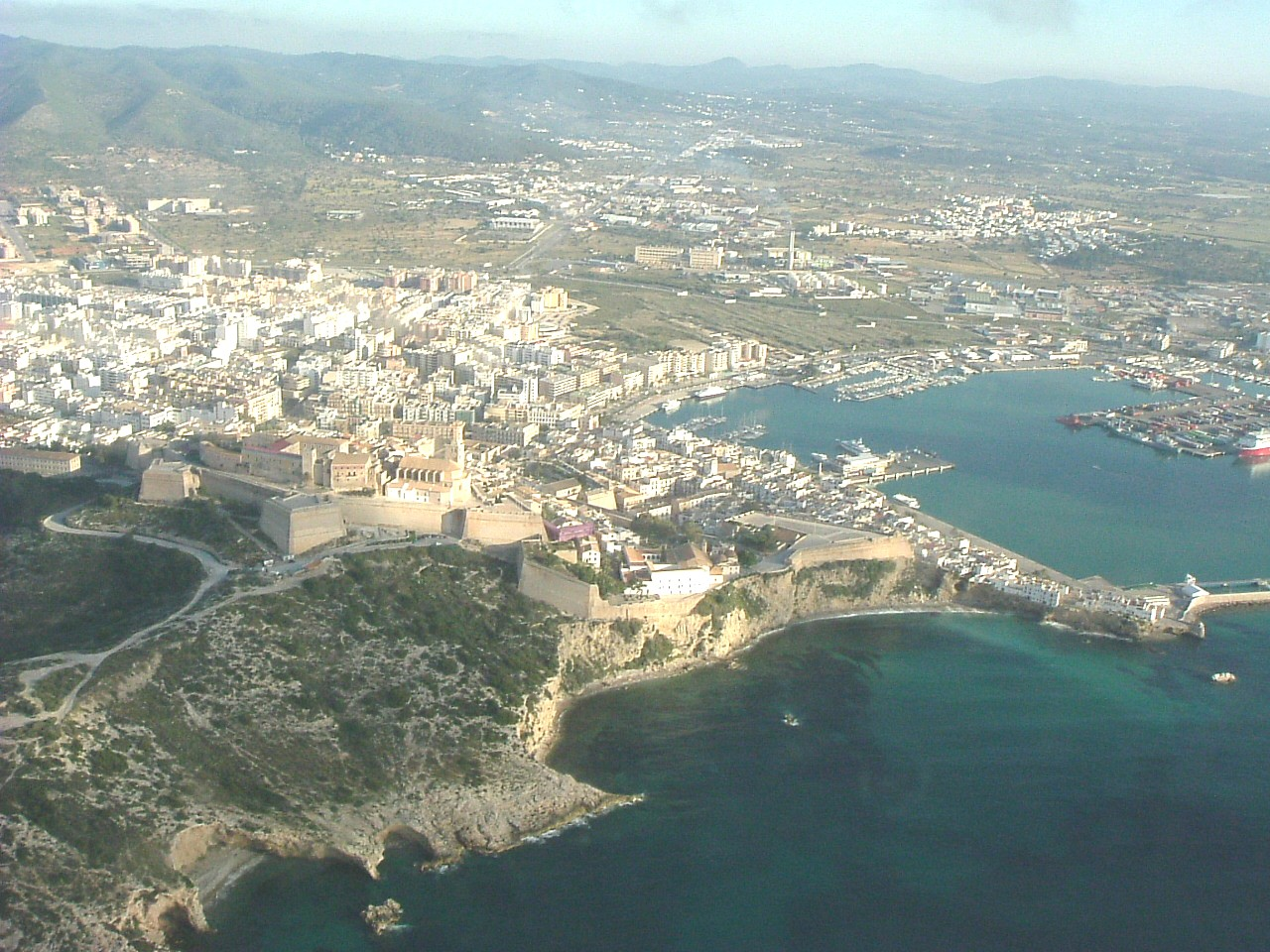
Місто Ібіца сьогодні

- Консулами у Римі були Секст Еруцій Клар та Гней Клавдій Север Арабіан.
- Фаустіна Молодша отримала титул августи, а Марк Аврелій — імперій.
- Місто Патара постраждало від землетрусу.
- Місто Ібіца було зруйноване римлянами.
- Імператором Китаю після отруєння Лю Цзуаня став Хуань-ді.
- Після вимушеного зречення старця  Тхеджохо  правителем Когурьо став Чхатхе.

## Народились
- Септіміус Северус — 21-й римський імператор з 9 квітня 193 до 4 лютого 211.

## Померли
- Секст Еруцій Клар — державний та військовий діяч Римської імперії.
- Лю Цзуань — 10-й імператор династії Пізня Хань у 145–146 роках. Посмертне ім'я Чжи-ді.
- Лян Сяо — китайський полководець.